# Neopterodactyloidea
De Neopterodactyloidea zijn een groep van uitgestorven pterosauriërs behorend tot de Pterodactyloidea.
In 2014 begreep Brian Andres dat de Azhdarchidae en de Chaoyangopteridae samen een klade vormden. In het kader van het verschaffen van een de Pterosauria volledig dekkende nomenclatuur besloot hij die te benoemen als de Neopterodactyloidea. De naam, de 'nieuwe Pterodactyloidea', verwijst naar het feit dat de klade volgens de toen heersende opvattingen de laatste aftakking was geweest in deze veel ruimere groep.
De klade Neopterodactyloidea werd gedefinieerd als de groep bestaande uit de laatste gemeenschappelijke voorouder van Quetzalcoatlus northropi Lawson 1975 en Chaoyangopterus zhangi Wang & Zhou 2002; en al diens afstammelingen.
De  Neopterodactyloidea ontstonden vermoedelijk in het Vroeg-Krijt en stierven aan het eind van die periode uit. In 2014 dacht men dat daarmee ook de pterosauriërs als geheel uitstierven omdat aan het eind van het Laat-Krijt alle pterosauriërs neopterodactyloïden waren. Later werden er echter aanwijzingen gevonden dat meer groepen het zo lang uitgehouden hebben.
De Neopterodactyloidea zijn de zustergroep van de Dsungaripteromorpha. Ze bestaan uit kleine tot reusachtige vormen.